# Wermsdorf
Wermsdorf é um município da Alemanha, situado no distrito da Saxônia do Norte, no estado da Saxônia. Tem 104,41 km² de área, e sua população em 2019 foi estimada em 5.201 habitantes.